# Liste der Kulturdenkmäler in Steinalben
In der Liste der Kulturdenkmäler in Steinalben sind alle Kulturdenkmäler der rheinland-pfälzischen Ortsgemeinde Steinalben aufgeführt. Grundlage ist die Denkmalliste des Landes Rheinland-Pfalz (Stand: 14. Dezember 2023).

## Einzeldenkmäler
| Bezeichnung | Lage                                  | Baujahr                           | Beschreibung | Bild |
| ----------- | ------------------------------------- | --------------------------------- | --- | ---- |
| Schulhaus   | Hauptstraße 8 Lage                    | 1912                              | ehemalige Schule; langgestreckter höhengestaffelter Bau, bezeichnet 1912; unterhalb ein Schulsaal, wohl um 1900 | BW   |
| Quereinhaus | Hauptstraße 15 Lage                   | Mitte des 18. Jahrhunderts        | stattliches Fachwerk-Quereinhaus, teilweise massiv, Mitte des 18. Jahrhunderts                                  | BW   |
| Mühle       | Hermersberger Straße 10 Lage          |                                   | Vierseithof; stattlicher eineinhalbgeschossiger Putzbau, niedrigerer Bau mit Mühlrad                            | BW   |
| Brücke      | Hermersberger Straße, bei Nr. 10 Lage | erste Hälfte des 19. Jahrhunderts | Straßenbrücke; einbogig, Sandsteinquader, erste Hälfte des 19. Jahrhunderts                                     | BW   |